# Despierta (álbum de Ella Baila Sola)
Despierta es el título del CD de Marta Botía y Rocío Pavón, El álbum salió a la venta el 7 de octubre de 2009, y el primer sencillo promocional del álbum es Sentir.

## Lista de canciones
- 1. Baldosas
- 2. Sentir
- 3. Te Vas
- 4. Tiene Sentido Creer
- 5. Dónde Más Lejos
- 6. Cómo un Narco
- 7. Ya Está Bien
- 8. La Silla Marcada
- 9. La Parada del 6
- 10. Tequila
- 11. Confianza

- Datos: Q5804396